# ماریا آنای باواریا
ماریا آنای باواریا (آلمانی: Maria Anna Leopoldine Elisabeth Wilhelmine von Bayern) یکی از ملکه های زاکسن بود. همسر وی فردریک آگوستوس دوم بود.